# Alex Marin y Kall
Jorge Alejandro Marin y Kall García Jurado,  comúnmente conocido como "Ese Wey" (18 de mayo de 1977, Ciudad de México) es un periodista, productor, publicista, locutor, escritor y comediante de stand-up mexicano.
Estudió Periodismo y Comunicación Colectiva en la Universidad Nacional Autónoma de México en el campus Acatlán.
Posteriormente se trasladó a Londres donde estudió producción musical en la SAE (School of Audio Engineering).
Fundó un estudio de grabación dedicado a la producción de audio para publicidad dirigida al mercado hispano de E.U., WETBACK AUDIO.
Fue colaborador para EL ALMOHADAZO conducido por Fernanda Tapia para Dish México.
Es también fundador, productor y guitarrista de la banda de punk Veo Muertos.
Como locutor ha prestado su voz para diversas marcas como voz institucional y para estaciones como WRadio. Como actor ha participado en comerciales para marcas como Banamex, Volkswagen y Manzanita Sol.
Desde finales del 2010 y durante el 2011 dedicó gran parte de su tiempo a la escena mexicana de Stand Up Comedy.